# Іван Лізатович
Іван Лізатович (хорв. Ivan Lizatović; нар. 22 листопада 1988) — хорватський борець греко-римського стилю, бронзовий призер чемпіонату Європи.

## Життєпис
Боротьбою почав займатися з 1998 року.
Виступає за спортивний клуб «Локомотіва» Загреб. Тренери — Марко Ідойтич, Давор Якубек.

## Спортивні результати на міжнародних змаганнях

### Виступи на Чемпіонатах світу
| Змагання                        | Збірна   | Вагова категорія                 | Місце |
| ------------------------------- | -------- | -------------------------------- | ----- |
| Чемпіонат світу з боротьби 2011 | Хорватія | греко-римська боротьба, до 55 кг | 11    |
| Чемпіонат світу з боротьби 2013 | Хорватія | греко-римська боротьба, до 55 кг | 16    |
| Чемпіонат світу з боротьби 2015 | Хорватія | греко-римська боротьба, до 59 кг | 19    |
| Чемпіонат світу з боротьби 2017 | Хорватія | греко-римська боротьба, до 59 кг | 13    |
| Чемпіонат світу з боротьби 2018 | Хорватія | греко-римська боротьба, до 60 кг | 29    |
| Чемпіонат світу з боротьби 2019 | Хорватія | греко-римська боротьба, до 60 кг | 8     |

### Виступи на Чемпіонатах Європи
| Змагання                         | Збірна   | Вагова категорія                 | Місце  |
| -------------------------------- | -------- | -------------------------------- | ------ |
| Чемпіонат Європи з боротьби 2011 | Хорватія | греко-римська боротьба, до 55 кг | 11     |
| Чемпіонат Європи з боротьби 2012 | Хорватія | греко-римська боротьба, до 55 кг | 8      |
| Чемпіонат Європи з боротьби 2016 | Хорватія | греко-римська боротьба, до 59 кг | 5      |
| Чемпіонат Європи з боротьби 2017 | Хорватія | греко-римська боротьба, до 59 кг | Бронза |
| Чемпіонат Європи з боротьби 2018 | Хорватія | греко-римська боротьба, до 63 кг | 5      |
| Чемпіонат Європи з боротьби 2019 | Хорватія | греко-римська боротьба, до 60 кг | 5      |

### Виступи на Європейських іграх
| Змагання              | Збірна   | Вагова категорія                 | Місце |
| --------------------- | -------- | -------------------------------- | ----- |
| Європейські ігри 2015 | Хорватія | греко-римська боротьба, до 59 кг | 22    |
| Європейські ігри 2019 | Хорватія | греко-римська боротьба, до 60 кг | 9     |

### Виступи на інших змаганнях
| Змагання                                                      | Збірна   | Вагова категорія                 | Місце  |
| ------------------------------------------------------------- | -------- | -------------------------------- | ------ |
| Золотий Гран-прі з боротьби 2010 (Сомбатгей)                  | Хорватія | греко-римська боротьба, до 55 кг | 5      |
| Чемпіонат світу з боротьби серед студентів 2010               | Хорватія | греко-римська боротьба, до 60 кг | 10     |
| Золотий Гран-прі з боротьби 2011 (Сомбатгей)                  | Хорватія | греко-римська боротьба, до 55 кг | 7      |
| Середземноморський чемпіонат з боротьби 2011                  | Хорватія | греко-римська боротьба, до 55 кг | Золото |
| Золотий Гран-прі з боротьби 2011 (Баку)                       | Хорватія | греко-римська боротьба, до 55 кг | 11     |
| Кубок Владислава Пітласинські 2011                            | Хорватія | греко-римська боротьба, до 55 кг | 11     |
| Золотий Гран-прі з боротьби 2012 (Сомбатгей)                  | Хорватія | греко-римська боротьба, до 55 кг | 5      |
| Олімпійський кваліфікаційний турнір з боротьби 2012 (Тайюань) | Хорватія | греко-римська боротьба, до 55 кг |        |
| Гран-прі Німеччини з боротьби 2012                            | Хорватія | греко-римська боротьба, до 60 кг | 5      |
| Міжнародний турнір Любомира Івановича-Гедзи 2013              | Хорватія | греко-римська боротьба, до 60 кг | 6      |
| Золотий Гран-прі з боротьби 2013 (Сомбатгей)                  | Хорватія | греко-римська боротьба, до 60 кг | 8      |
| Трофей Адріатики 2013                                         | Хорватія | греко-римська боротьба, до 60 кг | Срібло |
| Кубок Владислава Пітласинські 2013                            | Хорватія | греко-римська боротьба, до 55 кг | 14     |
| Золотий Гран-прі з боротьби 2013 (Баку)                       | Хорватія | греко-римська боротьба, до 60 кг | 9      |
| Відкритий чемпіонат Загреба з боротьби 2014                   | Хорватія | греко-римська боротьба, до 59 кг | Золото |
| Міжнародний турнір Любомира Івановича-Гедзи 2014              | Хорватія | греко-римська боротьба, до 59 кг | Бронза |
| Середземноморський чемпіонат з боротьби 2014                  | Хорватія | греко-римська боротьба, до 59 кг | Срібло |
| Золотий Гран-прі з боротьби 2014 (Баку)                       | Хорватія | греко-римська боротьба, до 59 кг | 8      |
| Відкритий чемпіонат Загреба з боротьби 2015                   | Хорватія | греко-римська боротьба, до 59 кг | Срібло |
| Гран-прі FILA 2015                                            | Хорватія | греко-римська боротьба, до 59 кг | 8      |
| Міжнародний турнір Любомира Івановича-Гедзи 2015              | Хорватія | греко-римська боротьба, до 59 кг | Бронза |
| Кубок Владислава Пітласинські 2015                            | Хорватія | греко-римська боротьба, до 59 кг | 22     |
| Гран-прі Загреба з боротьби 2016                              | Хорватія | греко-римська боротьба, до 59 кг | 11     |
| Гран-прі Угорщини з боротьби 2016                             | Хорватія | греко-римська боротьба, до 59 кг | 5      |
| Олімпійський кваліфікаційний турнір з боротьби 2016 (Стамбул) | Хорватія | греко-римська боротьба, до 59 кг | 5      |
| Клубний чемпіонат світу з боротьби 2016                       | Хорватія | команда                          | 13     |
| Турнір Івана Піддубного 2017                                  | Хорватія | греко-римська боротьба, до 59 кг | 17     |
| Гран-прі Загреба з боротьби 2017                              | Хорватія | греко-римська боротьба, до 59 кг | Бронза |
| Гран-прі Угорщини з боротьби 2017                             | Хорватія | греко-римська боротьба, до 59 кг | Бронза |
| Кубок Владислава Пітласинські 2017                            | Хорватія | греко-римська боротьба, до 59 кг | 13     |
| Гран-прі Загреба з боротьби 2018                              | Хорватія | греко-римська боротьба, до 63 кг | 5      |
| Середземноморські ігри 2018                                   | Хорватія | греко-римська боротьба, до 60 кг | Бронза |
| Меморіал Олега Караваєва 2018                                 | Хорватія | греко-римська боротьба, до 60 кг | Бронза |
| Гран-прі Загреба з боротьби 2019                              | Хорватія | греко-римська боротьба, до 60 кг | Бронза |
| Гран-прі Угорщини з боротьби 2019                             | Хорватія | греко-римська боротьба, до 60 кг | Бронза |
| Тор Мастерс 2020                                              | Хорватія | греко-римська боротьба, до 63 кг | Срібло |

### Виступи на змаганнях молодших вікових груп
| Змагання                                       | Збірна   | Вагова категорія                 | Місце |
| ---------------------------------------------- | -------- | -------------------------------- | ----- |
| Чемпіонат Європи з боротьби серед юніорів 2008 | Хорватія | греко-римська боротьба, до 55 кг | 8     |
| Чемпіонат світу з боротьби серед юніорів 2008  | Хорватія | греко-римська боротьба, до 55 кг | 20    |